# Bahnhof Parchim
Der Bahnhof Parchim ist ein Bahnhof in der Stadt Parchim im Landkreis Ludwigslust-Parchim in Mecklenburg-Vorpommern.

## Geschichte
Der Bahnhof Parchim wurde am 15. Juni 1880 eröffnet und durch eine 26 Kilometer lange, normalspurige Nebenbahn im Großherzogtum Mecklenburg-Schwerin an das Streckennetz angebunden, die von Parchim nach Ludwigslust führte und von der Parchim-Ludwigsluster-Eisenbahn-Gesellschaft erbaut wurde.
Am 20. Januar 1885 folgte die Eröffnung der Bahnstrecke Parchim–Neubrandenburg der Mecklenburgischen Südbahn-Gesellschaft, die heute saisonal von der ODEG (Ostdeutsche Eisenbahn GmbH) bedient wird. Anschließend wurde am 1. August 1899 die Bahnstrecke Schwerin–Parchim in Betrieb genommen. Die letzte Erweiterung war die Bahnstrecke Parchim–Suckow der Großherzoglich Mecklenburgische Friedrich-Franz-Eisenbahn, die am 1. November 1912 eröffnet, jedoch bereits 1947 im Zuge von Reparationsleistungen an die Sowjetunion wieder abgebaut wurde. Der Bahnhof entwickelte sich zu einem wichtigen Knotenpunkt für den Regionalverkehr.
Heute wird der Bahnhof im Personenverkehr hauptsächlich von Zügen der ODEG genutzt, die Verbindungen nach Rehna über Schwerin, nach Hagenow über Ludwigslust und in den Sommermonaten sogar nach Plau am See über Karow anbieten. Seit 2001 betreibt die ODEG nicht nur die Zugverbindungen in und um Parchim, sondern auch den Fahrkartenverkauf. Dies geschah nach einem Umbau im Jahr 2000, bei dem der Bahnhof an die aktuellen verkehrlichen und betrieblichen Anforderungen angepasst wurde.

Empfangsgebäude
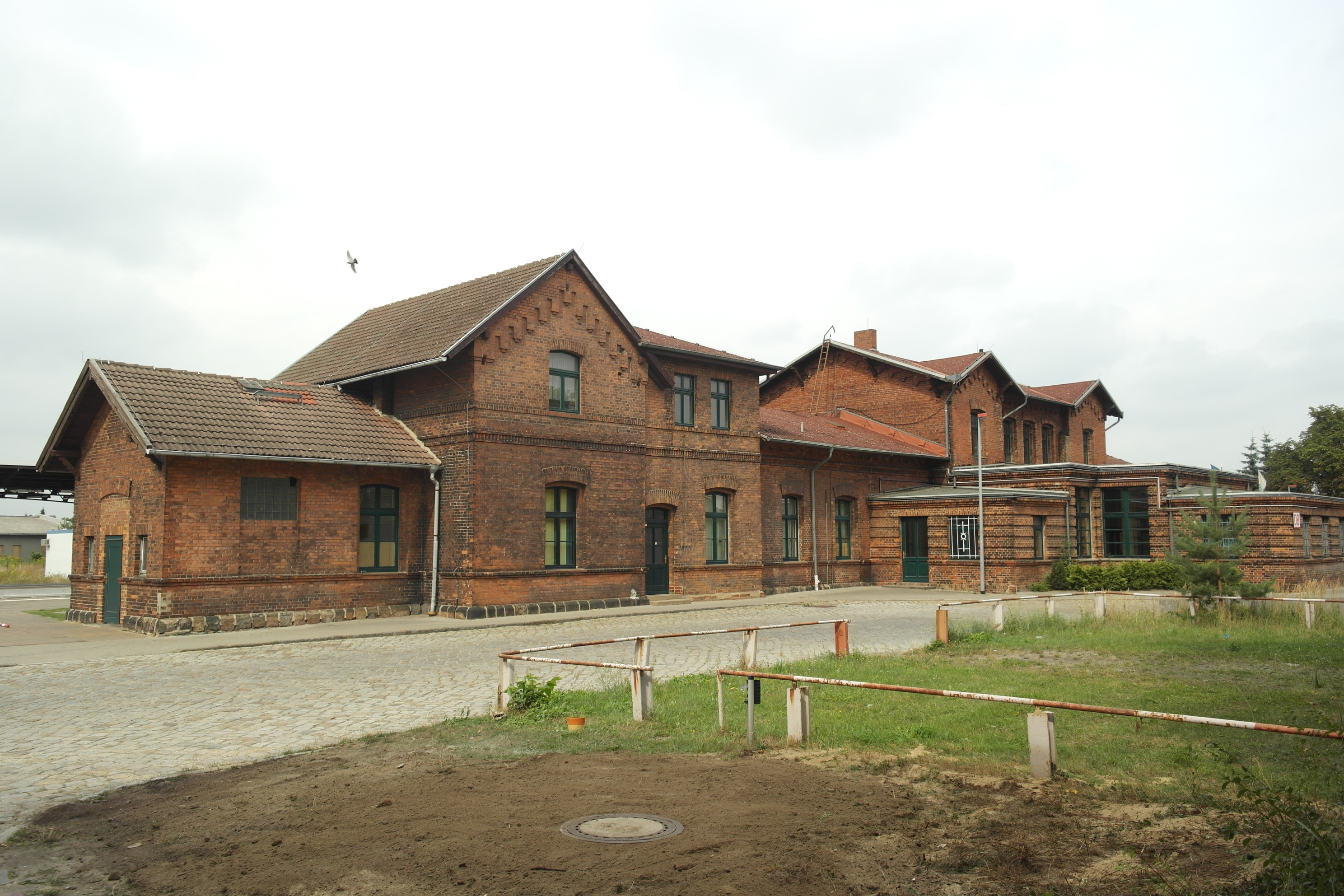
2013
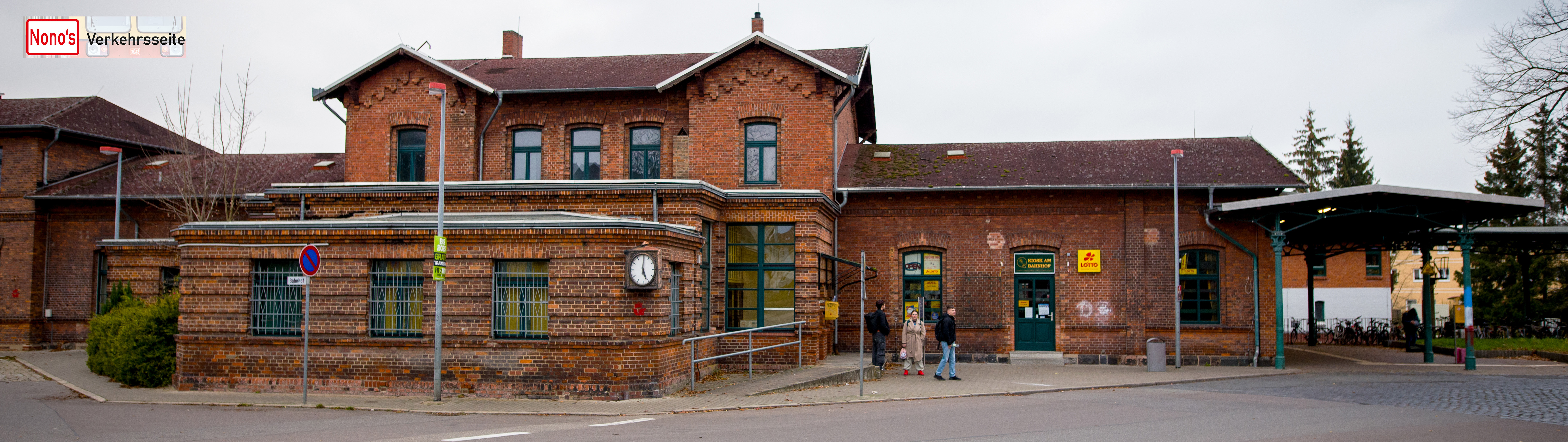
2024

## Anlagen
Der Bahnhof verfügte über ein Bahnbetriebswerk. Der Ringlokschuppen ist noch erhalten.
Der Flugplatz Parchim verfügte über ein Anschlussgleis.
Das Empfangsgebäude steht unter Denkmalschutz, ebenso die Bahnsteige, die ehemaligen Stellwerke A und B und das noch genutzte Stellwerk Pmf und weitere Nebengebäude.

## Anbindung
| Linie | Eisenbahnverkehrsunternehmen | Verlauf                               | Taktfrequenz                                |
| ----- | ---------------------------- | ------------------------------------- | ------------------------------------------- |
| RB 13 | Ostdeutsche Eisenbahn        | Rehna – Schwerin – Parchim            | Stundentakt                                 |
| RB 14 | Ostdeutsche Eisenbahn        | Parchim – Ludwigslust – Hagenow       | Stundentakt (Mo–Fr) Zweistundentakt (Sa–So) |
| RB 19 | Ostdeutsche Eisenbahn        | Parchim – Karow (Meckl) – Plau am See | Saisonaler Verkehr                          |

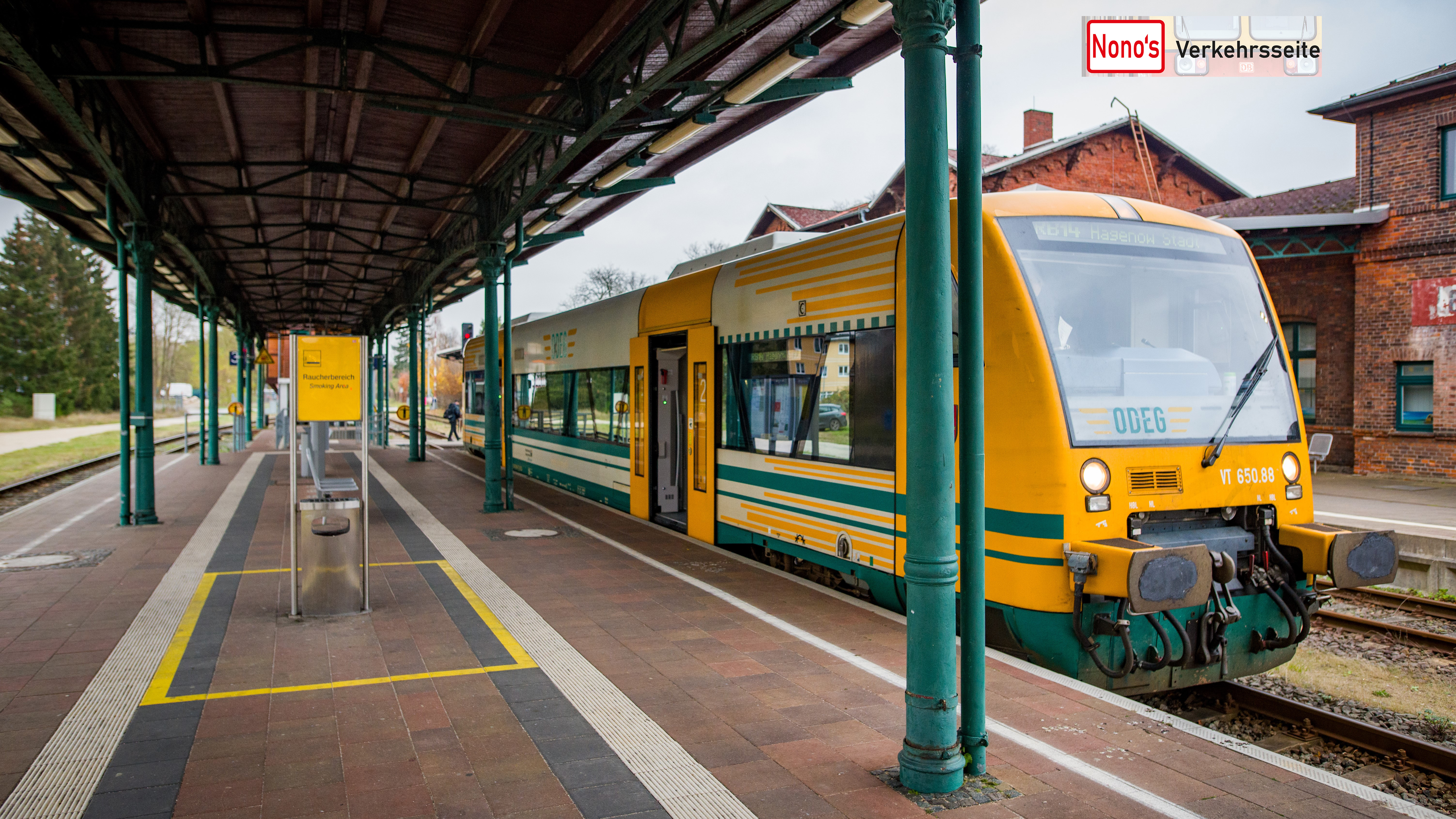
Regio-Shuttle der ODEG als RB 14 nach Hagenow
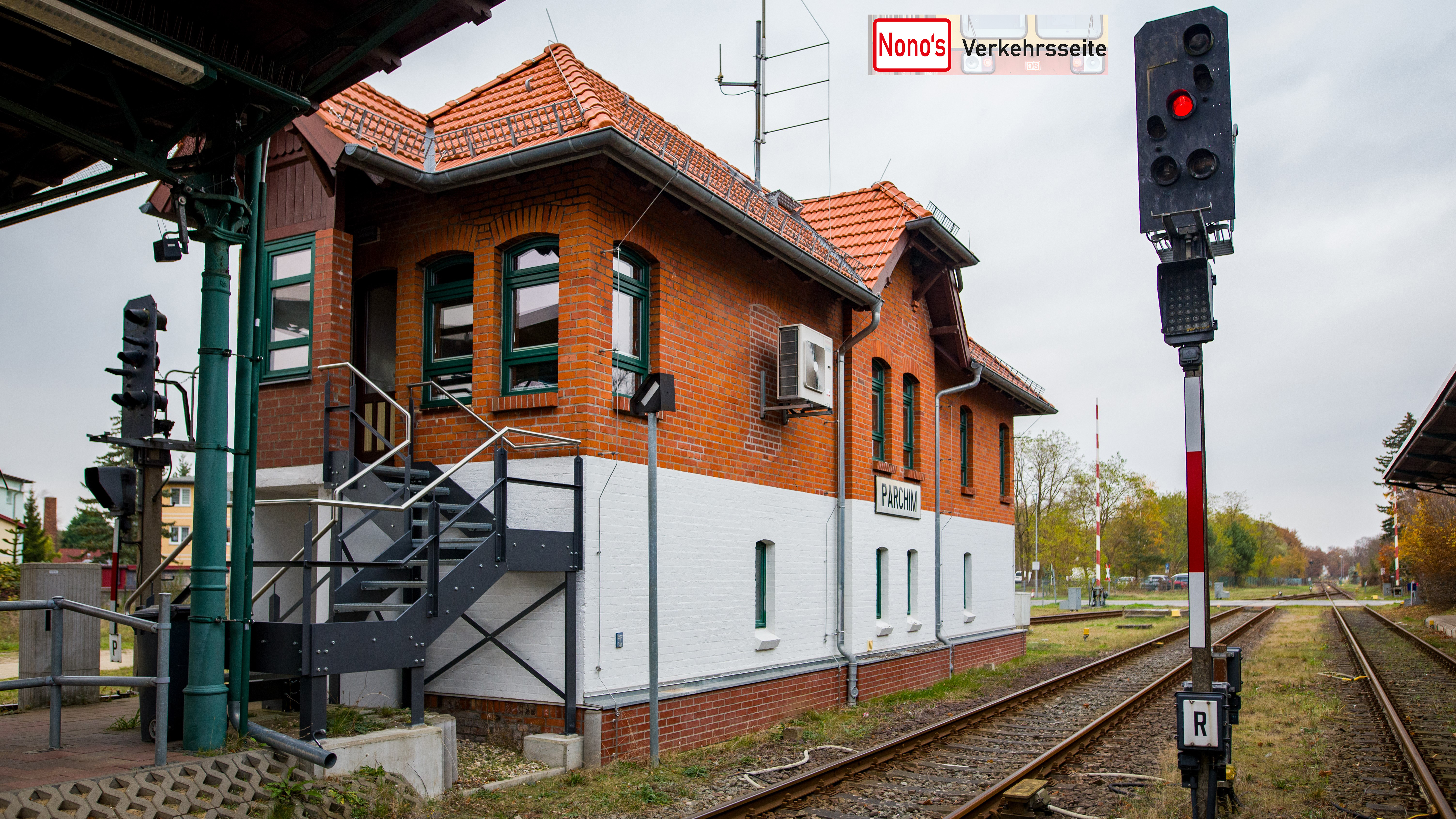
Gleisbildstellwerk Parchim
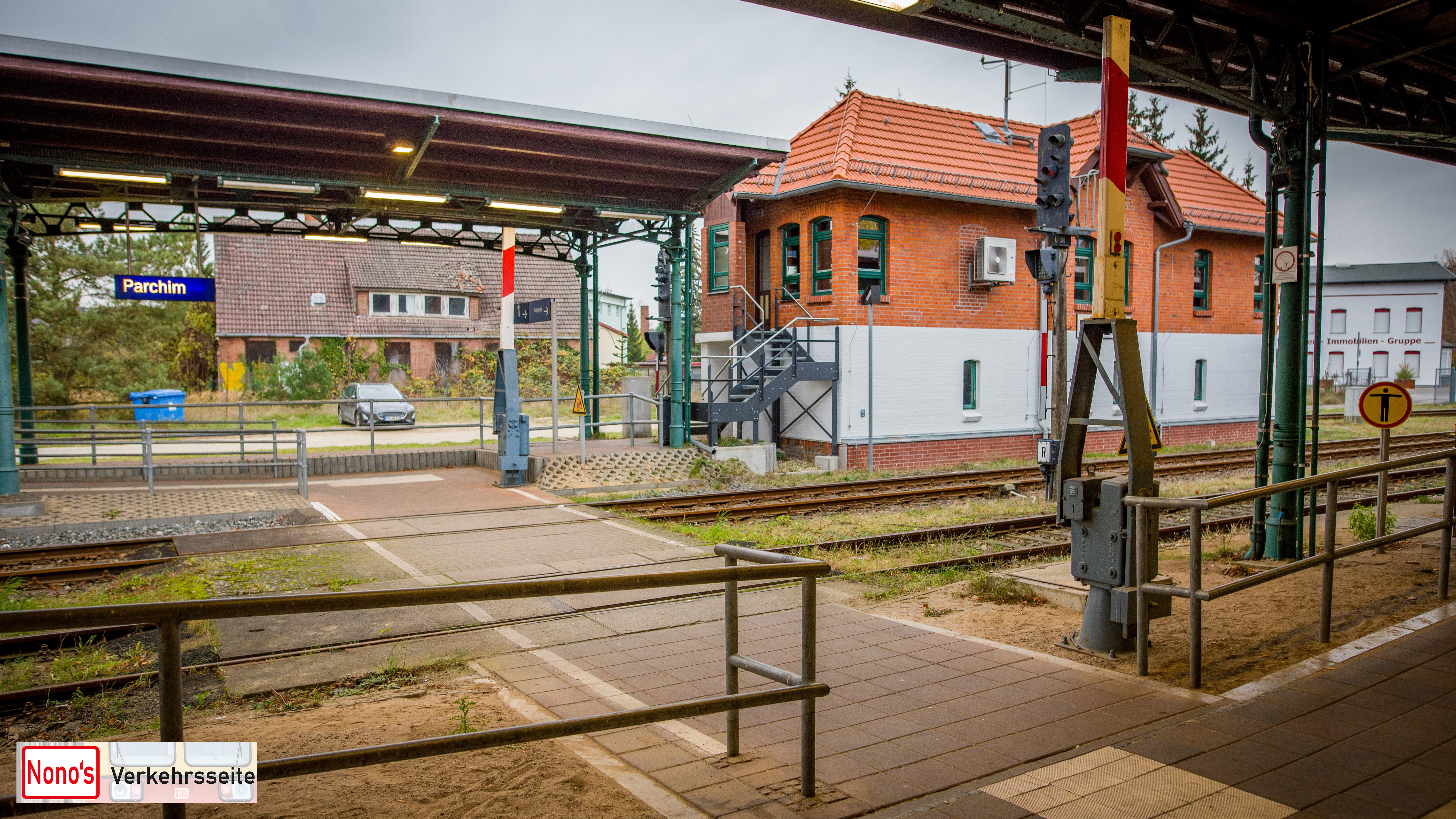
Reisendenübergang